# كورين كول
كورين كول (بالإنجليزية: Lari Laine)‏ هي بلاي ميت وممثلة أمريكية، ولدت في 13 أبريل 1937 في كاليفورنيا في الولايات المتحدة.

## وصلات خارجية
- كورين كول على موقع IMDb (الإنجليزية)
- كورين كول على موقع قاعدة بيانات الفيلم (الإنجليزية)